# Grand Slam of Darts 2013
De Grand Slam of Darts 2013, ook bekend onder de naam William Hill Grand Slam of Darts vanwege de sponsor William Hill, was de zevende editie van de Grand Slam of Darts, een toernooi waarvoor alle finalisten van "majors" en alle halvefinalisten de vorige WK's van zowel de PDC als de BDO worden uitgenodigd. Het toernooi werd georganiseerd door de PDC en werd gehouden van 9 tot en met 17 november 2013 in the Wolverhampton Civic Hall. Raymond van Barneveld was de titelverdediger.  Phil Taylor won voor de 5e keer het toernooi door in de finale Robert Thornton met 16-6 te verslaan.

## Prijzengeld
| Plaats              | Prijzengeld (Totaal: £400,000) |
| ------------------- | ------------------------------ |
| Winnaar             | £100,000                       |
| Runner-up           | £50,000                        |
| Halvefinalist       | £25,000                        |
| Kwartfinalist       | £15,000                        |
| Laatste 16          | £7,500                         |
| Derde in groep      | £5,000                         |
| Vierde in groep     | £2,500                         |
| Groepswinnaar bonus | £2,500                         |

## Gekwalificeerde spelers
Deze 32 spelers waren gekwalificeerd voor de Grand Slam of Darts 2013:

### PDC
- Gary Anderson
- Raymond van Barneveld
- Dave Chisnall
- Ricky Evans
- Michael van Gerwen
- Andy Hamilton
- Ted Hankey
- Kim Huybrechts
- Ronny Huybrechts
- Stuart Kellett
- Mervyn King
- Adrian Lewis
- Wes Newton
- Paul Nicholson
- Kevin Painter
- Justin Pipe
- Michael Smith
- Ross Smith
- Phil Taylor
- Robert Thornton
- Vincent van der Voort
- James Wade
- Mark Walsh
- Mark Webster
- Simon Whitlock
- Dean Winstanley
- Peter Wright

### BDO
- Richie George
- Wesley Harms
- Christian Kist
- Tony O'Shea
- Scott Waites

## Groepsfase

### Potindeling
| Geplaatste spelers        | Geplaatste spelers |
| Speler                    |                    |
| ------------------------- | ------------------ |
| Phil Taylor (1)           |                    |
| Raymond van Barneveld (2) |                    |
| Scott Waites (3)          |                    |
| Michael van Gerwen (4)    |                    |
| Adrian Lewis (5)          |                    |
| Simon Whitlock (6)        |                    |
| Andy Hamilton (7)         |                    |
| James Wade (8)            |                    |

| Pot B           | Pot B |
| Speler          |       |
| --------------- | ----- |
| Gary Anderson   |       |
| Dave Chisnall   |       |
| Kim Huybrechts  |       |
| Mervyn King     |       |
| Christian Kist  |       |
| Wes Newton      |       |
| Kevin Painter   |       |
| Robert Thornton |       |

| Pot C            | Pot C |
| Speler           |       |
| ---------------- | ----- |
| Wesley Harms     |       |
| Ronny Huybrechts |       |
| Paul Nicholson   |       |
| Tony O'Shea      |       |
| Michael Smith    |       |
| Mark Walsh       |       |
| Mark Webster     |       |
| Dean Winstanley  |       |

| Pot D                 | Pot D |
| Speler                |       |
| --------------------- | ----- |
| Ricky Evans           |       |
| Richie George         |       |
| Ted Hankey            |       |
| Stuart Kellett        |       |
| Justin Pipe           |       |
| Ross Smith            |       |
| Vincent van der Voort |       |
| Peter Wright          |       |

| Legenda kleuren in de tabellen                                 |
| -------------------------------------------------------------- |
| Groepswinnaars en nummers twee gaan door naar de tweede ronde. |
| Uitgeschakeld                                                  |

#### Groep A
| Nr. | Speler         | Wedstrijden | Wedstrijden | Wedstrijden | Legs | Legs | Legs  | Punten |
| --- | -------------- | ----------- | ----------- | ----------- | ---- | ---- | ----- | ------ |
| Nr. | Speler         | G           | W           | V           | LV   | LT   | Saldo | Punten |
| 1   | Phil Taylor    | 3           | 3           | 0           | 15   | 1    | +14   | 6      |
| 2   | Paul Nicholson | 3           | 2           | 1           | 11   | 9    | +2    | 4      |
| 3   | Stuart Kellett | 3           | 1           | 2           | 7    | 14   | −7    | 2      |
| 4   | Kevin Painter  | 3           | 0           | 3           | 6    | 15   | −9    | 0      |

9 november
| (82.54) Kevin Painter | 2 – 5 | Paul Nicholson (90.66) |
| (112.16) Phil Taylor  | 5 – 0 | Stuart Kellett (91.45) |

10 november
| (83.71) Kevin Painter | 4 – 5 | Stuart Kellett (93.92) |
| (104.51) Phil Taylor  | 5 – 1 | Paul Nicholson (82.43) |

12 november
| Paul Nicholson | 5 – 2 | Stuart Kellett |
| Phil Taylor    | 5 – 0 | Kevin Painter  |

#### Groep B
| Nr. | Speler        | Wedstrijden | Wedstrijden | Wedstrijden | Legs | Legs | Legs  | Punten |
| --- | ------------- | ----------- | ----------- | ----------- | ---- | ---- | ----- | ------ |
| Nr. | Speler        | G           | W           | V           | LV   | LT   | Saldo | Punten |
| 1   | James Wade    | 3           | 3           | 0           | 15   | 7    | +8    | 6      |
| 2   | Gary Anderson | 3           | 2           | 1           | 13   | 7    | +6    | 4      |
| 3   | Peter Wright  | 3           | 1           | 2           | 8    | 12   | −4    | 2      |
| 4   | Wesley Harms  | 3           | 0           | 3           | 5    | 15   | −10   | 0      |

9 november
| (107.14) Gary Anderson | 5 – 1 | Wesley Harms (96.18)  |
| (94.38) James Wade     | 5 – 2 | Peter Wright (100.50) |

10 november
| (97.23) Peter Wright | 5 – 2 | Wesley Harms (95.59)  |
| (93.50) James Wade   | 5 – 3 | Gary Anderson (94.48) |

12 november
| James Wade    | 5 – 2 | Wesley Harms |
| Gary Anderson | 5 – 1 | Peter Wright |

#### Groep C
| Nr. | Speler           | Wedstrijden | Wedstrijden | Wedstrijden | Legs | Legs | Legs  | Punten |
| --- | ---------------- | ----------- | ----------- | ----------- | ---- | ---- | ----- | ------ |
| Nr. | Speler           | G           | W           | V           | LV   | LT   | Saldo | Punten |
| 1   | Ronny Huybrechts | 3           | 3           | 0           | 15   | 9    | +6    | 6      |
| 2   | Adrian Lewis     | 3           | 2           | 1           | 13   | 10   | +3    | 4      |
| 3   | Christian Kist   | 3           | 1           | 2           | 11   | 12   | −1    | 2      |
| 4   | Richie George    | 3           | 0           | 3           | 7    | 15   | −8    | 0      |

9 november
| (91.47) Christian Kist | 3 – 5 | Ronny Huybrechts (89.95) |
| (85.16) Adrian Lewis   | 5 – 2 | Richie George (77.39)    |

10 november
| (96.68) Christian Kist | 5 – 2 | Richie George (85.66)    |
| (101.26) Adrian Lewis  | 3 – 5 | Ronny Huybrechts (95.59) |

12 november
| Ronny Huybrechts | 5 – 3 | Richie George  |
| Adrian Lewis     | 5 – 3 | Christian Kist |

#### Groep D
| Nr. | Speler                | Wedstrijden | Wedstrijden | Wedstrijden | Legs | Legs | Legs  | Punten |
| --- | --------------------- | ----------- | ----------- | ----------- | ---- | ---- | ----- | ------ |
| Nr. | Speler                | G           | W           | V           | LV   | LT   | Saldo | Punten |
| 1   | Michael van Gerwen    | 3           | 3           | 0           | 15   | 8    | +7    | 6      |
| 2   | Kim Huybrechts        | 3           | 1           | 2           | 11   | 10   | +1    | 2      |
| 3   | Dean Winstanley       | 3           | 1           | 2           | 9    | 12   | −3    | 2      |
| 4   | Vincent van der Voort | 3           | 1           | 2           | 8    | 13   | −5    | 2      |

9 november
| (90.35) Michael van Gerwen | 5 – 3 | Vincent van der Voort (91.01) |
| (99.88) Kim Huybrechts     | 2 – 5 | Dean Winstanley (97.97)       |

10 november
| (90.54) Kim Huybrechts     | 5 – 0 | Vincent van der Voort (78.89) |
| (98.64) Michael van Gerwen | 5 – 1 | Dean Winstanley (94.62)       |

12 november
| Dean Winstanley    | 3 – 5 | Vincent van der Voort |
| Michael van Gerwen | 5 – 4 | Kim Huybrechts        |

#### Groep E
| Nr. | Speler                | Wedstrijden | Wedstrijden | Wedstrijden | Legs | Legs | Legs  | Punten |
| --- | --------------------- | ----------- | ----------- | ----------- | ---- | ---- | ----- | ------ |
| Nr. | Speler                | G           | W           | V           | LV   | LT   | Saldo | Punten |
| 1   | Tony O'Shea           | 3           | 2           | 1           | 14   | 10   | +4    | 4      |
| 2   | Mervyn King           | 3           | 2           | 1           | 14   | 10   | +4    | 4      |
| 3   | Raymond van Barneveld | 3           | 2           | 1           | 13   | 11   | +2    | 4      |
| 4   | Ricky Evans           | 3           | 0           | 3           | 5    | 15   | −10   | 0      |

9 november
| (89.49) Mervyn King           | 4 – 5 | Tony O'Shea (96.64) |
| (98.09) Raymond van Barneveld | 5 – 2 | Ricky Evans (88.81) |

10 november
| (101.81) Mervyn King          | 5 – 2 | Ricky Evans (96.57)  |
| (95.57) Raymond van Barneveld | 5 – 4 | Tony O'Shea (101.04) |

11 november
| (95.93) Tony O'Shea           | 5 – 1 | Ricky Evans (95.33) |
| (85.40) Raymond van Barneveld | 3 – 5 | Mervyn King (98.00) |

#### Groep F
| Nr. | Speler          | Wedstrijden | Wedstrijden | Wedstrijden | Legs | Legs | Legs  | Punten |
| --- | --------------- | ----------- | ----------- | ----------- | ---- | ---- | ----- | ------ |
| Nr. | Speler          | G           | W           | V           | LV   | LT   | Saldo | Punten |
| 1   | Robert Thornton | 3           | 2           | 1           | 14   | 7    | +7    | 4      |
| 2   | Andy Hamilton   | 3           | 2           | 1           | 12   | 10   | +2    | 4      |
| 3   | Justin Pipe     | 3           | 1           | 2           | 9    | 12   | −3    | 2      |
| 4   | Mark Walsh      | 3           | 1           | 2           | 6    | 12   | −6    | 0      |

9 november
| (93.94) Robert Thornton | 5 – 0 | Mark Walsh (78.56)  |
| (95.50) Andy Hamilton   | 2 – 5 | Justin Pipe (96.63) |

10 november
| (98.57) Andy Hamilton   | 5 – 1 | Mark Walsh (88.93)  |
| (89.84) Robert Thornton | 5 – 2 | Justin Pipe (81.98) |

11 november
| (100.08) Justin Pipe  | 2 – 5 | Mark Walsh (95.08)      |
| (88.08) Andy Hamilton | 5 – 4 | Robert Thornton (94.52) |

#### Groep G
| Nr. | Speler         | Wedstrijden | Wedstrijden | Wedstrijden | Legs | Legs | Legs  | Punten |
| --- | -------------- | ----------- | ----------- | ----------- | ---- | ---- | ----- | ------ |
| Nr. | Speler         | G           | W           | V           | LV   | LT   | Saldo | Punten |
| 1   | Simon Whitlock | 3           | 2           | 1           | 14   | 7    | +7    | 4      |
| 2   | Mark Webster   | 3           | 2           | 1           | 11   | 10   | +1    | 4 1    |
| 3   | Wes Newton     | 3           | 2           | 1           | 12   | 11   | +1    | 4      |
| 4   | Ross Smith     | 3           | 0           | 3           | 7    | 15   | −8    | 0      |

9 november
| (94.17) Wes Newton     | 2 – 5 | Mark Webster (94.17) |
| (97.46) Simon Whitlock | 5 – 2 | Ross Smith (90.24)   |

10 november
| (88.37) Wes Newton      | 5 – 2 | Ross Smith (85.58)   |
| (108.78) Simon Whitlock | 5 – 1 | Mark Webster (97.38) |

11 november
| (93.24) Mark Webster   | 5 – 3 | Ross Smith (81.75)  |
| (97.15) Simon Whitlock | 4 – 5 | Wes Newton (102.02) |

##### Nine dart shootout
1 N.B. Wes Newton en Mark Webster bepalen onderling in een shoot out wie als nummer 2 door gaat naar de volgende ronde
| # | Spelers      | 1  | 2  | 3  | 4  | 5  | 6  | 7  | 8  | 9  | Punten |
| - | ------------ | -- | -- | -- | -- | -- | -- | -- | -- | -- | ------ |
| 2 | Mark Webster | 60 | 60 | 15 | 60 | 20 | 57 | –  | –  | –  | 272    |
| 3 | Wes Newton   | 15 | 20 | 5  | 60 | 20 | 20 | 20 | 20 | 19 | 199    |

#### Groep H
| Nr. | Speler        | Wedstrijden | Wedstrijden | Wedstrijden | Legs | Legs | Legs  | Punten |
| --- | ------------- | ----------- | ----------- | ----------- | ---- | ---- | ----- | ------ |
| Nr. | Speler        | G           | W           | V           | LV   | LT   | Saldo | Punten |
| 1   | Scott Waites  | 3           | 3           | 0           | 15   | 6    | +9    | 6      |
| 2   | Ted Hankey    | 3           | 2           | 1           | 13   | 9    | +4    | 4      |
| 3   | Michael Smith | 3           | 1           | 2           | 8    | 13   | −5    | 2      |
| 4   | Dave Chisnall | 3           | 0           | 3           | 7    | 15   | −8    | 0      |

9 november
| (87.63) Scott Waites  | 5 – 3 | Ted Hankey (82.43)     |
| (99.47) Dave Chisnall | 3 – 5 | Michael Smith (103.17) |

10 november
| (99.84) Dave Chisnall | 3 – 5 | Ted Hankey (95.45)    |
| (93.51) Scott Waites  | 5 – 2 | Michael Smith (88.84) |

11 november
| (86.97) Ted Hankey   | 5 – 1 | Michael Smith (81.58) |
| (90.70) Scott Waites | 5 – 1 | Dave Chisnall (88.20) |

### Knock-outfase
|  | Laatste 16 (best of 19 legs) 13–14 November | Laatste 16 (best of 19 legs) 13–14 November | Laatste 16 (best of 19 legs) 13–14 November |    |                        | Kwartfinales (best of 31 legs) 15–16 November | Kwartfinales (best of 31 legs) 15–16 November | Kwartfinales (best of 31 legs) 15–16 November |  |  | Halve finales (best of 31 legs) 17 November | Halve finales (best of 31 legs) 17 November | Halve finales (best of 31 legs) 17 November |    |  | Finale (best of 31 legs) 17 November | Finale (best of 31 legs) 17 November | Finale (best of 31 legs) 17 November |
|  |                                             |                                             |                                             |    |                        |                                               |                                               |                                               |  |  |                                             |                                             |                                             |    |  |                                      |                                      |                                      |
|  |                                             | Phil Taylor (102.56)                        | 10                                          |    |                        |                                               |                                               |                                               |  |  |                                             |                                             |                                             |    |  |                                      |                                      |                                      |
|  |                                             | Gary Anderson (106.13)                      | 5                                           |    |                        |                                               |                                               |                                               |  |  |                                             |                                             |                                             |    |  |                                      |                                      |                                      |
|  |                                             | Gary Anderson (106.13)                      | 5                                           |    | Phil Taylor (97.89)    | 16                                            |                                               |                                               |  |  |                                             |                                             |                                             |    |  |                                      |                                      |                                      |
|  |                                             |                                             |                                             |    | Phil Taylor (97.89)    | 16                                            |                                               |                                               |  |  |                                             |                                             |                                             |    |  |                                      |                                      |                                      |
|  |                                             |                                             | James Wade (96.19)                          | 12 |                        |                                               |                                               |                                               |  |  |                                             |                                             |                                             |    |  |                                      |                                      |                                      |
|  |                                             | James Wade (91.54)                          | James Wade (96.19)                          | 12 | 10                     |                                               |                                               |                                               |  |  |                                             |                                             |                                             |    |  |                                      |                                      |                                      |
|  |                                             |                                             |                                             |    | 10                     |                                               |                                               |                                               |  |  |                                             |                                             |                                             |    |  |                                      |                                      |                                      |
|  |                                             | Paul Nicholson (87.77)                      | 1                                           |    |                        |                                               |                                               |                                               |  |  |                                             |                                             |                                             |    |  |                                      |                                      |                                      |
|  |                                             |                                             |                                             |    |                        |                                               | Phil Taylor (109.76)                          | 16                                            |  |  |                                             |                                             |                                             |    |  |                                      |                                      |                                      |
|  |                                             |                                             |                                             |    |                        |                                               |                                               |                                               |  |  |                                             |                                             |                                             |    |  |                                      |                                      |                                      |
|  |                                             |                                             | Adrian Lewis (110.99)                       | 9  |                        |                                               |                                               |                                               |  |  |                                             |                                             |                                             |    |  |                                      |                                      |                                      |
|  |                                             | Ronny Huybrechts (91.25)                    | Adrian Lewis (110.99)                       | 9  | 5                      |                                               |                                               |                                               |  |  |                                             |                                             |                                             |    |  |                                      |                                      |                                      |
|  |                                             |                                             |                                             |    | 5                      |                                               |                                               |                                               |  |  |                                             |                                             |                                             |    |  |                                      |                                      |                                      |
|  |                                             | Kim Huybrechts (97.83)                      | 10                                          |    |                        |                                               |                                               |                                               |  |  |                                             |                                             |                                             |    |  |                                      |                                      |                                      |
|  |                                             | Kim Huybrechts (97.83)                      | 10                                          |    | Kim Huybrechts (95.73) | 11                                            |                                               |                                               |  |  |                                             |                                             |                                             |    |  |                                      |                                      |                                      |
|  |                                             |                                             |                                             |    | Kim Huybrechts (95.73) | 11                                            |                                               |                                               |  |  |                                             |                                             |                                             |    |  |                                      |                                      |                                      |
|  |                                             |                                             | Adrian Lewis (100.16)                       | 16 |                        |                                               |                                               |                                               |  |  |                                             |                                             |                                             |    |  |                                      |                                      |                                      |
|  |                                             | Michael van Gerwen (97.88)                  | Adrian Lewis (100.16)                       | 16 | 8                      |                                               |                                               |                                               |  |  |                                             |                                             |                                             |    |  |                                      |                                      |                                      |
|  |                                             |                                             |                                             |    | 8                      |                                               |                                               |                                               |  |  |                                             |                                             |                                             |    |  |                                      |                                      |                                      |
|  |                                             | Adrian Lewis (105.24)                       | 10                                          |    |                        |                                               |                                               |                                               |  |  |                                             |                                             |                                             |    |  |                                      |                                      |                                      |
|  |                                             |                                             |                                             |    |                        |                                               |                                               |                                               |  |  |                                             |                                             | Phil Taylor (98.14)                         | 16 |  |                                      |                                      |                                      |
|  |                                             |                                             |                                             |    |                        |                                               |                                               |                                               |  |  |                                             |                                             |                                             | 16 |  |                                      |                                      |                                      |
|  |                                             |                                             | Robert Thornton (97.02)                     | 6  |                        |                                               |                                               |                                               |  |  |                                             |                                             |                                             |    |  |                                      |                                      |                                      |
|  |                                             | Tony O'Shea (94.93)                         | Robert Thornton (97.02)                     | 6  | 10                     |                                               |                                               |                                               |  |  |                                             |                                             |                                             |    |  |                                      |                                      |                                      |
|  |                                             | Tony O'Shea (94.93)                         |                                             |    | 10                     |                                               |                                               |                                               |  |  |                                             |                                             |                                             |    |  |                                      |                                      |                                      |
|  |                                             | Andy Hamilton (92.86)                       | 7                                           |    |                        |                                               |                                               |                                               |  |  |                                             |                                             |                                             |    |  |                                      |                                      |                                      |
|  |                                             | Andy Hamilton (92.86)                       | 7                                           |    | Tony O'Shea (93.79)    | 9                                             |                                               |                                               |  |  |                                             |                                             |                                             |    |  |                                      |                                      |                                      |
|  |                                             |                                             |                                             |    | Tony O'Shea (93.79)    | 9                                             |                                               |                                               |  |  |                                             |                                             |                                             |    |  |                                      |                                      |                                      |
|  |                                             |                                             | Robert Thornton (95.30)                     | 16 |                        |                                               |                                               |                                               |  |  |                                             |                                             |                                             |    |  |                                      |                                      |                                      |
|  |                                             | Robert Thornton (95.72)                     | Robert Thornton (95.30)                     | 16 | 10                     |                                               |                                               |                                               |  |  |                                             |                                             |                                             |    |  |                                      |                                      |                                      |
|  |                                             |                                             |                                             |    | 10                     |                                               |                                               |                                               |  |  |                                             |                                             |                                             |    |  |                                      |                                      |                                      |
|  |                                             | Mervyn King (93.83)                         | 8                                           |    |                        |                                               |                                               |                                               |  |  |                                             |                                             |                                             |    |  |                                      |                                      |                                      |
|  |                                             |                                             |                                             |    |                        |                                               | Robert Thornton (101.03)                      | 16                                            |  |  |                                             |                                             |                                             |    |  |                                      |                                      |                                      |
|  |                                             |                                             |                                             |    |                        |                                               |                                               |                                               |  |  |                                             |                                             |                                             |    |  |                                      |                                      |                                      |
|  |                                             |                                             | Scott Waites (96.98)                        | 9  |                        |                                               |                                               |                                               |  |  |                                             |                                             |                                             |    |  |                                      |                                      |                                      |
|  |                                             | Simon Whitlock (91.25)                      | Scott Waites (96.98)                        | 9  | 9                      |                                               |                                               |                                               |  |  |                                             |                                             |                                             |    |  |                                      |                                      |                                      |
|  |                                             | Simon Whitlock (91.25)                      |                                             |    | 9                      |                                               |                                               |                                               |  |  |                                             |                                             |                                             |    |  |                                      |                                      |                                      |
|  |                                             | Ted Hankey (85.88)                          | 10                                          |    |                        |                                               |                                               |                                               |  |  |                                             |                                             |                                             |    |  |                                      |                                      |                                      |
|  |                                             | Ted Hankey (85.88)                          | 10                                          |    | Ted Hankey (84.96)     | 10                                            |                                               |                                               |  |  |                                             |                                             |                                             |    |  |                                      |                                      |                                      |
|  |                                             |                                             |                                             |    | Ted Hankey (84.96)     | 10                                            |                                               |                                               |  |  |                                             |                                             |                                             |    |  |                                      |                                      |                                      |
|  |                                             |                                             | Scott Waites (92.55)                        | 16 |                        |                                               |                                               |                                               |  |  |                                             |                                             |                                             |    |  |                                      |                                      |                                      |
|  |                                             | Scott Waites (94.39)                        | Scott Waites (92.55)                        | 16 | 10                     |                                               |                                               |                                               |  |  |                                             |                                             |                                             |    |  |                                      |                                      |                                      |
|  |                                             | Scott Waites (94.39)                        |                                             |    | 10                     |                                               |                                               |                                               |  |  |                                             |                                             |                                             |    |  |                                      |                                      |                                      |
|  |                                             | Mark Webster (90.99)                        | 6                                           |    |                        |                                               |                                               |                                               |  |  |                                             |                                             |                                             |    |  |                                      |                                      |                                      |

2007 · 2008 · 2009 · 2010 · 2011 · 2012 · 2013 · 2014 · 2015 · 2016 · 2017 · 2018 · 2019 · 2020 · 2021 · 2022 · 2023 · 2024 · 2025